# Olympijská vesnice
Olympijská vesnice je označení pro ubytovací komplex určený pro ubytování sportovců, kteří se účastní olympijských her, a pro jejich doprovod.

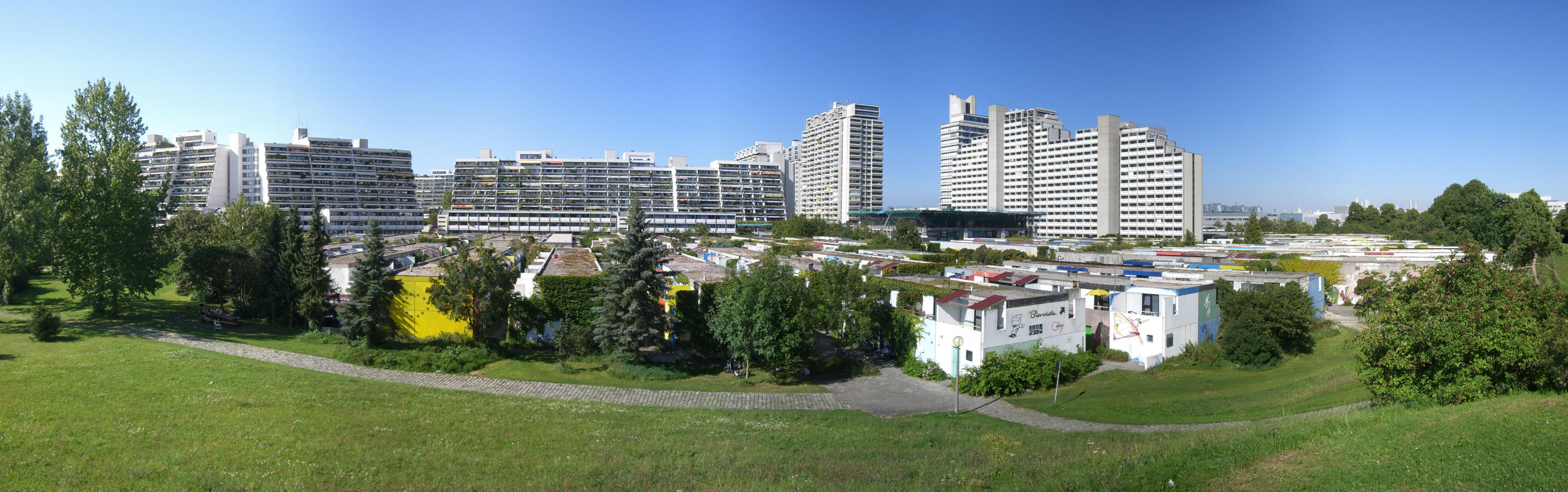
Panoramatický pohled na olympijskou vesnici v Mnichově

Poprvé byla vybudována pro olympijské hry v Paříži v roce 1924, od roku 1932 (olympijské hry v Los Angeles) ji Mezinárodní olympijský výbor povinně vyžadoval od všech pořadatelů.
V minulosti byly budovány oddělené olympijské vesnice zvlášť pro sportovce a zvlášť pro sportovkyně. V současnosti, kdy se olympijských her účastní velké množství sportovců nebo jsou hry rozptýlené do vzdálenějších míst, bývá budováno znovu více olympijských vesnic, ale oddělených geograficky.
Součástí komplexu vesnice bývají i různá zařízení poskytující služby sportovcům, jak pro jejich fyzickou rehabilitaci, tak pro nesportovní relaxaci.
Volný přístup do olympijské vesnice v době her mají pouze ubytovaní sportovci a další ubytované osobnosti, média a jiné osoby mají možnost požádat pouze o časově i místně omezené povolení vstupu. Přísná bezpečnostní opatření se upevňují zvláště poté, co na olympiádě v Mnichově v roce 1972 došlo v olympijské vesnici k únosu izraelských sportovců palestinskými teroristy. Rovněž z bezpečnostních důvodů se nyní také upřednostňují takové návrhy olympijské vesnice, v nichž nejsou výškové budovy (na olympijských hrách v roce 1968 byla vybudována "olympijská vesnice" v jedné 29podlažní budově).
Jako olympijská vesnice bývají někdy využity prostory univerzitních kolejí (např. při letních olympijských hrách 1984 v Los Angeles nebo zimních olympijských hrách 2002), v roce 1980 při zimních olympijských hrách v Lake Placid byly využity prostory nově vybudované věznice. Po skončení her se většinou budovy přemění v běžné civilní sídliště.